# Galina Savinkova
Galina Savinkova (15 luglio 1953) è un'ex discobola sovietica.

## Palmarès
| Anno | Manifestazione | Sede     | Evento           | Risultato | Misura  | Note |
| ---- | -------------- | -------- | ---------------- | --------- | ------- | ---- |
| 1982 | Europei        | Atene    | Lancio del disco | Bronzo    | 67,82 m |      |
| 1983 | Mondiali       | Helsinki | Lancio del disco | 11ª       | 59,28 m |      |

## Altre competizioni internazionali
1985
- Coppa Europa di atletica leggera ( Mosca)